# Kocham cię (film)
Kocham cię (oryg. I Love You) – francusko-włoski film z 1986 w reżyserii Marca Ferreri. Zdjęcia kręcono w Cergy w departamencie Dolina Oise.

## Obsada
- Christopher Lambert – Michel
- Eddy Mitchell – Yves
- Flora Barillaro – Maria
- Agnès Soral – Helene
- Anémone – Barbara
- Marc Berman – Pierre
- Maurizio Donadoni – Georges
- Carole Fredericks – Angèle
- Olinka Hardiman – Pani
- Jean Reno – Dentysta

## Nagrody i nominacje
- Festiwal Filmowy w Cannes (1986)
  - nominacja (Złota Palma): Udział w konkursie głównym (Marco Ferreri)
- Nastro d’argento (1987)
  - nominacja (Silver Ribbon): Migliore Soggetto (Marco Ferreri, Enrico Oldoini)